# Aphanisma blitoides
Aphanisma es un género monotípico de fanerógamas perteneciente a la familia Amaranthaceae. Su única especie: Aphanisma blitoides Nutt. ex Moq., es originaria de Norteamérica.

## Descripción
Es una rara planta anual  nativa  de la costa de Baja California y el sur de California, incluyendo las Islas del Canal. Se trata de una planta suculenta adaptada a las salinas que se encuentra en la arena o en el matorral de la costa inmediata. Tiene muchos tallos delgados, en expansión, algunas hojas verdes reducidas y flores diminutas. Los tallos más viejos son de color rojo brillante. Esta planta es cada vez más escasa debido a la desaparición de su hábitat costero.

## Taxonomía
Aphanisma blitoides fue descrita por Nutt. ex Moq. y publicado en Prodromus Systematis Naturalis Regni Vegetabilis 13(2): 54, en el año 1849.